# Trichopilia brevis
Trichopilia brevis är en orkidéart som beskrevs av Robert Allen Rolfe. Trichopilia brevis ingår i släktet Trichopilia och familjen orkidéer. Inga underarter finns listade i Catalogue of Life.

## Bildgalleri

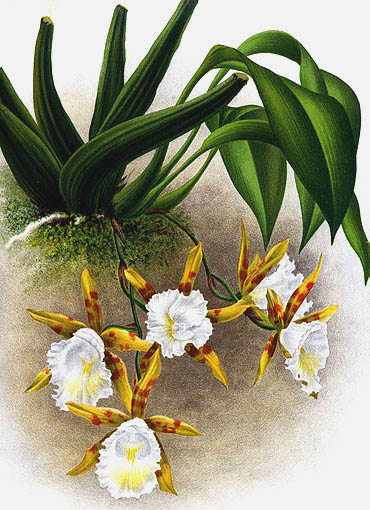